# Ophisternon infernale
Ophisternon infernale é uma espécie de peixe da família Synbranchidae.
É endémica do México, na América Central.